# Kastamonu (provins)

Karta över Turkiet med Kastamonu markerat.

Kastamonu, är en provins i Turkiet. Den har totalt 375.476 invånare (2000) och en areal på 13.473 km². Provinshuvudstad är Kastamonu.